# Cocconia coccolobae
Cocconia coccolobae är en svampart som först beskrevs av R.W. Ryan, och fick sitt nu gällande namn av Franz Petrak 1934. Cocconia coccolobae ingår i släktet Cocconia och familjen Parmulariaceae.   Inga underarter finns listade i Catalogue of Life.